# 幾內亞三棱角箱魨
幾內亞三棱角箱魨（学名：Acanthostracion guineensis）為輻鰭魚綱魨形目鱗魨亞目箱魨科的其中一種熱帶海水魚，其种加词“guineensis”意为“几内亚的”。分布於東大西洋非洲沿岸海域，棲息深度可達200公尺，體長可達18公分，棲息於大陸棚，生活習性不明。